# Георг фон дер Марвіц
Георг Корнеліус Адальберт фон дер Марвіц (нім. Georg Kornelius Adalbert von der Marwitz; нар. 7 липня 1856, Столп, Померанія — пом. 27 жовтня 1929, Вундіхов, Померанія) — німецький воєначальник прусської армії, генерал кавалерії німецької імперської армії. Учасник Першої світової війни (1914–1918).

## Біографія
Військова кар'єра
- 15 квітня 1875 — секонд-лейтенант
- 29 травня 1884 — прем'єр-лейтенант
- 22 травня 1889 — ротмістр
- 15 грудня 1894 — майор
- 18 травня 1901 — оберст-лейтенант
- 24 квітня 1904 — оберст
- 21 березня 1908 — генерал-майор
- 20 березня 1911 — генерал-лейтенант
- 1 березня 1914 — генерал кінноти

Георг Корнеліус Адальберт фон дер Марвіц народився 7 липня 1856 року в місті Столп, у прусській провінції Померанія. 1875 році пішов на військову службу до Прусської армії. З 1883 до 1886 проходив навчання у Прусській військовій академії. До 1900 року служив на різних посадах у кавалерійських частинах прусської армії. 1900 році призначений начальником штабу XVIII корпусу. Напередодні Першої світової війни — генерал-інспектор кінноти в Імперській армії Німеччини.
З початком світової війни в Європі — командир II кавалерійського корпусу, що спочатку був у Резерві Головного командування Імперської армії. До складу корпусу фон дер Марвица входили 2-га, 4-та та 9-та кавалерійські дивізії — загалом 12,5 тис. особового складу і 36 гармат. З початком вторгнення до Бельгії його частини вирушали перед правим крилом німецького фронту наступу у смузі 2-ї армії генерала фон Белова. 12 серпня 1914 року корпус бився в битві при Галені на Західному фронті. У вересні очолив кавалерійську групу з двох кавалерійських корпусів, що розгорнулися в районі Аррас-Ланс.
Незабаром терміново переведений на Східний фронт, до Східної Пруссії, де, з початком російського наступу, різко загострилася обстановка. Очолив знов сформований XXXVIII резервний корпус, який увійшов до складу щойно сформованої на російському фронті 10-ї армії генерал-полковника фон Айхгорна. Георг фон дер Марвіц командував цим корпусом взимку 1915 року під час Другої битви в Мазурських болотах. Потім переведений до Австро-Угорщини, де бився проти російської армії.
7 березня 1915 року нагороджений Pour le Mérite, а вже 14 травня удостоєний дубового листя до ордену.
З осені 1915 року — командир VI армійського корпусу на Західному фронті, втім раптом перекинутий знову на Східний фронт, коли у червні 1916 року почалася стратегічна наступальна операція генерала Брусилова. Під час ведення оборонних дій проти російської армії очолював об'єднання військ, до якого зокрема входила 1-ша австро-угорська армія генерал-лейтенанта Пауля фон Брлога, а також 22-га і 108-ма німецькі піхотні дивізії й 7-ма і 48-ма австро-угорські піхотні дивізії.
6 жовтня 1916 року став ад'ютантом кайзера Вільгельма II, цю посаду посідав до грудня 1916 року. 17 грудня 1916 року очолив 2-у армію, що тримала оборону на лівому фланзі групи армій кронпринца Рупрехта, спираючись на систему укріплень лінії Гінденбурга на Західному фронті.
У квітні 1917 року союзники розпочали стратегічний наступ і 2-га армія фон дер Марвица опинилася на напрямку допоміжного удару на Камбре, що завдавався силами 5-ї британської армії генерала Губерта Гофа.
На світанку 20 листопада 1917 року 3-тя британська армія генерала Бінга атакувала бойові порядки німецьких військ. У першому ешелоні атакуючих йшли 360 танків. Скориставшись фактором несподіваності британські війська легко вибили німців з перших рубежів оборони лінії Гінденбурга і прорвалися на глибину до 8 км. 29 листопада фон дер Марвицу вдалося зупинити британські війська, а потім завдати потужного контрудару, наслідком якого стало повернення більшої частини втраченої території, та до 5 грудня опанувати основними британськими позиціями біля населених пунктів Маркуен, Сен-Кантен і Булонський Ліс. До кінця битви у британського командування лишилося тільки 73 боєздатних танки. Дії командувача 2-ї армії в битві при Камбре стали першим значним успішним досвідом організації протитанкової оборони в історії.
У березні-квітні 1918 року при проведенні німецькими військами Весняного наступу у взаємодії з 17-ю армією завдавав головного удару на своєму напрямку в Пікардії. 21 березня 2-га армія почала наступ і до 23 березня прорвала тактичну зону оборони британських експедиційних військ і просунулася на глибину до 10-12 км. Втім, продовження виконання основного завдання було покладене на 18-ту армію генерала О. фон Гут'єра, армія ж фон дер Марвица виконувала допоміжну роль у продовженні наступу.
У серпні 1918 року генерал фон дер Марвиц керував обороною армії в ході Ам'єнської битви на ділянці між річками Сомма й Авр, коли на цьому напрямку наступали переважаючі сили британсько-французьких військ. Проти 7 піхотних дивізій 2-ї армії за підтримки 840 гармат союзники зосередили 17 піхотних і 3 кавалерійські дивізії, 2684 гармати, 511 танків. У ході запеклих боїв німецькі війська були відкинуті на 10—18 км, фон дер Марвиц втратив близько 48 тис. о/с (у тому числі 30 тис. полоненими). Англійські війська втратили у наступі близько 60 тис.людей.
22 вересня 1918 року генерала кавалерії Георга фон дер Марвица призначили командувати 5-ю армією, розташованої на лівому фланзі німецького фронту. Після розгрому і капітуляції німецьких військ і розпаду Німецької імперії, генерал продовжував якісь час служити, але вже в січні 1919 року пішов у відставку.
27 жовтня 1929 року Георг фон дер Марвиц помер у померанському містечку Вундіхов у віці 73 років.